# Thomas Wyss
Thomas Wyss (1966. augusztus 29. –) svájci válogatott labdarúgó.

## Pályafutása

### Klubcsapatban
Pályafutását a Luzern csapatában kezdte 1985-ben. Első szezonjában mindössze egyetlen mérkőzésen lépett pályára. 1986-ban az FC Aarau igazolta le, ahol három szezont töltött. 1989-ben a Grasshoppershez szerződött, melynek színeiben 1990-ben svájci bajnoki címet- és kupagyőzelmet szerzett. 1990 és 1993 között a St. Gallen csapatában játszott. 1993-ban ismét az Aarau együtteséhez igazolt. 1994-ben visszatért a Luzernhez, ahol egészen 2001-ig játszott.

### A válogatottban
1988 és 2000 között 11 alkalommal szerepelt a svájci válogatottban. Részt vett az 1994-es világbajnokságon.

## Sikerei, díjai
Grasshoppers
- Svájci bajnok (1): 1989–90
- Svájci kupa (1): 1989–90
- Svájci szuperkupa (1): 1989